# Лубна (приток Слота)
Лубна (укр. Лубна) — левый приток Слота, протекающий по Новгород-Северскому району (Черниговская область, Украина).

## География
Длина — 18, 18,2 км. Площадь водосборного бассейна — 65,8 км².
Русло на протяжении почти всей длины пересыхает. Пойма заболоченная с луговой растительностью и частично с кустарниками, лесами. Междуречье Слота и Лубны занимает болото Еневщина.
Река берёт начало на заболоченной местности непосредственно севернее села Лубня. Река течёт на запад, в приустьевой части делает поворот на север. Впадает в Слот непосредственно юго-западнее села Ольшанка.
Притоки: (от истока к устью) нет крупных
Населённые пункты на реке: (от истока к устью)
1. Лосевочка